# ジュリアン・フェルヴァーク
ジュリアン・フェルヴァーク（Julien Vervaecke、1899年11月3日 - 1940年5月）は、ベルギー、ダディゼル出身の元自転車競技（ロードレース）選手。
フェリシアン・フェルヴァークは実弟。

## 来歴
1925年
- シルキュイ・フランコ＝ベルジュ 優勝

1926年
- シルキュイ・フランコ＝ベルジュ 優勝

1927年
- ツール・ド・フランス 区間1勝(第16)、総合3位

1928年
- GP・ウォルベール 優勝
- ツール・ド・フランス 総合5位

1929年
- ツール・ド・フランス 区間1勝(第15)、総合8位

1930年
- パリ〜ルーベ 優勝

1931年
- ツール・ド・フランス 総合6位

1932年
- パリ〜ブリュッセル 優勝

1937年
- パリ〜ニース 区間1勝(第5b)

1940年5月、第二次世界大戦が勃発し、イギリス軍より、フランス、ロンクに所在していた自宅の明け渡しを求められたもののそれを拒んだため、射殺された。なお、没年日は不明。